# Carl Gustav Hedberg
Carl Gustav Hedberg (Haraker, Suécia, 9 de julho de 1774, Rio de Janeiro, 1827) foi um pequeno empresário da siderurgia sueca entre 1790 e 1809, foi contratado pelo embaixador português Lobo da Silveira para implantar uma instalação no Brasil. Dirigiu a Real Fábrica de Ferro São João do Ipanema de janeiro de 1811 a 1814, quando foi demitido. Foi para o Rio de Janeiro e lá ficou até falecer em 1827.
Personagem controverso da história da siderurgia brasileira, vem sendo acusado desde 1820 de ter sabotado o projeto de implantar a tecnologia de fabricação de ferro por meio de alto-forno, defendida por Frederico Luiz Varnhagen, pai do historiador Francisco Adolfo de Varnhagen.
Foi proprietário de Altos Fornos em Hagelsrum e Pauliström, e de uma forja de refino em Rosenfors Bruk, na região de Småland, na Suécia . Produziu em média 120 toneladas anuais de ferro gusa em Hagelsrum. Endividado, faliu em janeiro de 1810. Tendo assinado o contrato com o governo brasileiro em dezembro de 1809, partiu de Estocolmo em agosto de 1810 e chegou ao Rio de Janeiro em dezembro de 1810.
Sob fortes críticas de Varnhagen, que era representante dos sócios na Junta Administrativa do empreendimento, Hedberg implantou quatro pequenos fornos de redução direta. Sem apoio após a morte do ministro Rodrigo de Souza Coutinho, foi demitido pela carta régia de 27 de setembro de 1814  . 